# Horní Břečkov
Horní Břečkov là một làng thuộc huyện Znojmo, vùng Jihomoravský, Cộng hòa Séc.